# Üvöltés (televíziós sorozat)
Az Üvöltés (eredeti cím: Roar) 2022-ben bemutatott amerikai antológiasorozat, melyet Liz Flahive és Carly Mensch alkotott meg. A sorozat egyik vezető producere Nicole Kidman volt. Alapjául Cecelia Ahern azonos című 2018-as novelláskötete szolgált.
A nyolc epizódból álló első évad 2022. április 15-én debütált az Apple TV+ műsorkínálatában.

## Összefoglaló
A gyűjteményben szereplő minden történet a nők tapasztalatairól szól: hogyan birkóznak meg mások róluk alkotott elképzeléseivel és saját énképükkel. Ezek a történetek azt hangsúlyozzák, mit jelent nőnek lenni, és „sötéten komikus feminista tanmeséknek” tekinthetők.

## A sorozat készítése
2018 augusztusában jelentették be a sorozatot, Liz Flahive és Carly Mensch, a GLOW című vígjáték-drámasorozat készítőinek showrunneri közreműködésével. Hozzátették, a készülő műsor Cecelia Ahern Üvöltés című novelláskötetét dolgozza majd fel. 
A producer Nicole Kidman és Per Saari (Blossom Films), továbbá Bruna Papandrea (Made Up Stories) és Theresa Park lett. Ahern Greenlight Go Productions nevű cége, valamint az Endeavor Content szintén részt vett a produceri munkálatokban.
2021. március 2-án tették közzé, miszerint a sorozat az Apple TV+ kínálatában fog megjelenni: nyolc, egyenként félórás epizóddal, melyek mindegyike egy nő nézőpontjából meséli el történetét. Ez lett Flahive és Mensch első, a streamingszolgáltatóval kötött átfogó megállapodásuk keretében elkészült projektje.

### Szereplőválogatás
Nicole Kidman, Cynthia Erivo, Merritt Wever és Alison Brie csatlakozását a sorozat szereplőgárdájához 2021. március 2-án erősítették meg. 2021 augusztusában Betty Gilpin, Meera Syal, Fivel Stewart és Kara Hayward is a sorozat szereplője lett.

### Forgatás
A sorozat forgatása Los Angelesben zajlott, 2021. május 28. és augusztus 1. között.

## Epizódok
| Sor. | Év. | Cím                                                                                    | Rendező                  | Író                         | Premier                             |
| --- | --- | -------------------------------------------------------------------------------------- | ------------------------ | --------------------------- | ----------------------------------- |
| 1. | 1.  | A nő, aki eltűnt (The Woman Who Disappeared)                                           | Channing Godfrey Peoples | Janine Nabers               | 2022. április 15. 2022. április 15. |
| Egy fiatal nő hirtelen láthatatlanná válik mindenki számára.Szereplők: Issa Rae, Griffin Matthews, Lauren E. Banks és Nick Kroll                                                   |     |                                                                                        |                          |                             |                                     |
| 2. | 2.  | A nő, aki fényképeket evett (The Woman Who Ate Photographs)                            | Kim Gehrig               | Liz Flahive                 | 2022. április 15. 2022. április 15. |
| Egy kisvárosban élő anya elkezd fényképeket enni és így újraéli az azokon rögzített emlékeket.Szereplők: Nicole Kidman, Judy Davis és Simon Baker                                  |     |                                                                                        |                          |                             |                                     |
| 3. | 3.  | A nő, akit polcra tettek (The Woman Who Was Kept on a Shelf)                           | So Yong Kim              | Liz Flahive és Carly Mensch | 2022. április 15. 2022. április 15. |
| Egy nőt évekig a polcon tartanak trófeafeleségként, ám váratlanul fellázad férje ellen.Szereplők: Betty Gilpin és Daniel Dae Kim                                                   |     |                                                                                        |                          |                             |                                     |
| 4. | 4.  | A nő, akinek harapásnyomok lettek a bőrén (The Woman Who Found Bite Marks on Her Skin) | Rashida Jones            | Liz Flahive és Carly Mensch | 2022. április 15. 2022. április 15. |
| Egy édesanyának rejtélyes módon egyre több harapásnyom bukkan fel a testén.Szereplők: Cynthia Erivo, Jake Johnson, P. J. Byrne és Taylor Nichols                                   |     |                                                                                        |                          |                             |                                     |
| 5. | 5.  | A nő, akit beetetett egy kacsa (The Woman Who Was Fed By a Duck)                       | Liz Flahive              | Halley Feiffer              | 2022. április 15. 2022. április 15. |
| Egy nő tanácsokat kap egy kacsától, mely apja hangján szólal meg. Idővel az állat bántalmazó párrá válik.Szereplők: Merritt Wever, Justin Kirk, Riki Lindhome és Jason Mantzoukas  |     |                                                                                        |                          |                             |                                     |
| 6. | 6.  | A nő, aki megoldotta a saját gyilkosságát (The Woman Who Solved Her Own Murder)        | Anya Adams               | Liz Flahive és Carly Mensch | 2022. április 15. 2022. április 15. |
| Egy meggyilkolt fiatal nő szellemként követi figyelemmel a gyilkossági nyomozást.Szereplők: Alison Brie, Hugh Dancy, Christopher Lowell, Ego Nwodim és Jillian Bell                |     |                                                                                        |                          |                             |                                     |
| 7. | 7.  | A nő, aki visszacserélte a férjét (The Woman Who Returned Her Husband)                 | Quyen Tran               | Vera Santamaria             | 2022. április 15. 2022. április 15. |
| A történet szerint a nők egy boltba vihetik vissza megunt vagy elviselhetetlenné vált férjeiket.Szereplők: Meera Syal, Bernard White, Julie White, Peter Facinelli és Rizwan Manji |     |                                                                                        |                          |                             |                                     |
| 8. | 8.  | A lány, aki odavolt a lovakért (The Girl Who Loved Horses)                             | So Yong Kim              | Carly Mensch                | 2022. április 15. 2022. április 15. |
| Az epizód két lány barátságáról szóló, vadnyugati bosszútörténet.Szereplők: Fivel Stewart, Kara Hayward és Alfred Molina                                                           |     |                                                                                        |                          |                             |                                     |

## Kritikai visszhang
A Rotten Tomatoes 34 kritikus véleménye alapján 71%-ra értékelte a sorozat első évadját. A szöveges összefoglaló szerint „Az Üvöltés feminista témái nem mindig érvényesülnek egyenletesen az egyes epizódokban, de a benne rejlő hatalmas tehetség így is hangosan és tisztán megmutatkozik.”

## Fordítás
- Ez a szócikk részben vagy egészben  a   Roar (2022 TV series) című angol Wikipédia-szócikk ezen változatának fordításán alapul.  Az eredeti cikk szerkesztőit annak laptörténete sorolja fel. Ez a jelzés csupán a megfogalmazás eredetét és a szerzői jogokat jelzi, nem szolgál a cikkben szereplő információk forrásmegjelöléseként.